# 6615 Plutarchos
För andra betydelser, se Plutarchos (olika betydelser).
6615 Plutarchos eller 9512 P-L är en asteroid i huvudbältet som upptäcktes den 17 oktober 1960 av den nederländsk-amerikanske astronomen Tom Gehrels och det nederländska astronomparet Ingrid van Houten-Groeneveld och Cornelis Johannes van Houten vid Palomarobservatoriet. Den är uppkallad efter den grekiska filosofen Plutarchos.
Asteroiden har en diameter på ungefär 3 kilometer.